# Romulea cyrenaica
Romulea cyrenaica är en irisväxtart som beskrevs av Augusto Béguinot. Romulea cyrenaica ingår i släktet Romulea och familjen irisväxter. Inga underarter finns listade i Catalogue of Life.